# Neohaltichella thresiae
Neohaltichella thresiae är en stekelart som beskrevs av T.C. Narendran 1989. Neohaltichella thresiae ingår i släktet Neohaltichella och familjen bredlårsteklar. Inga underarter finns listade i Catalogue of Life.